# 푈키셔 베오바흐터

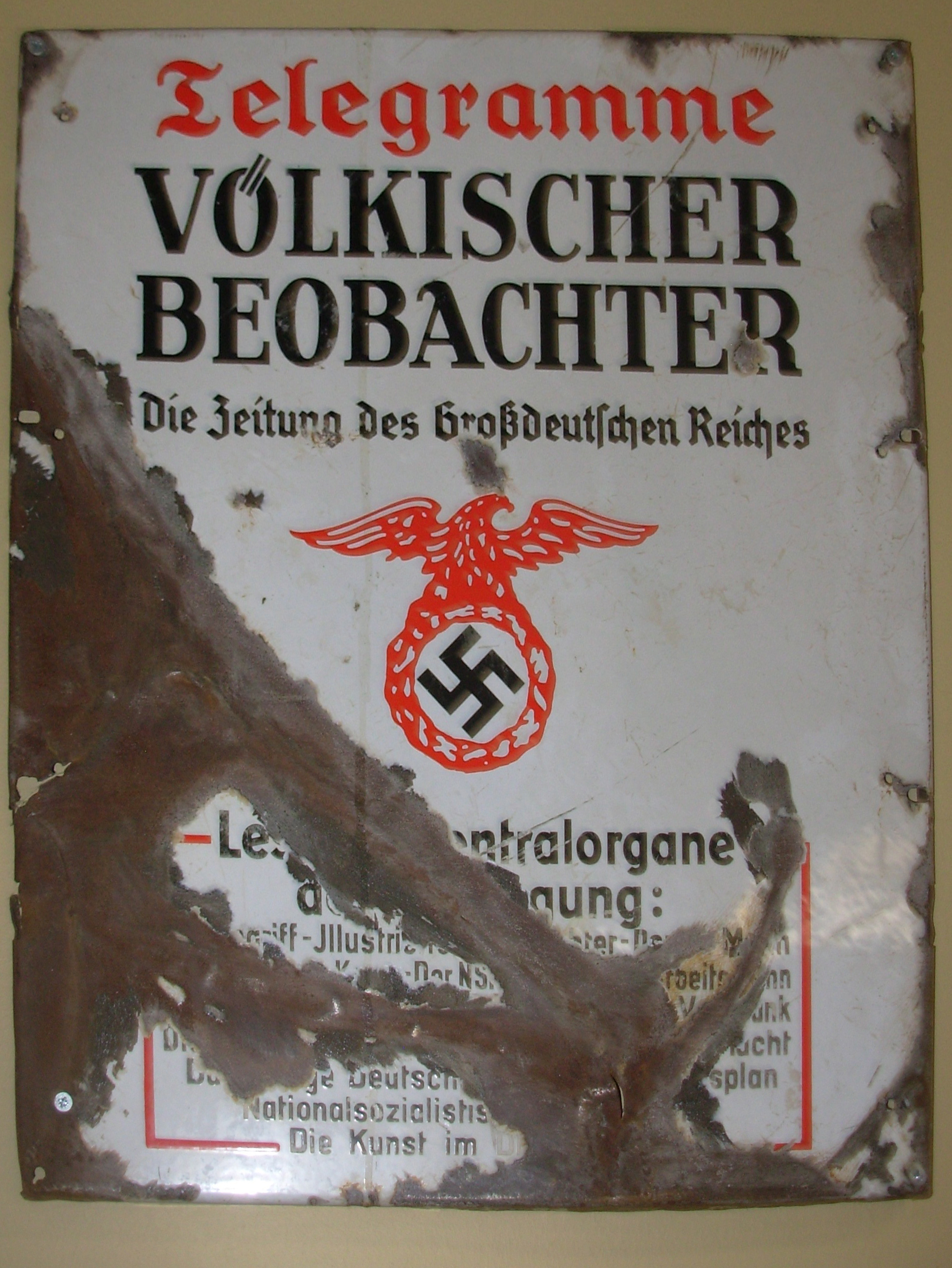
푈키셔 베오바흐터의 홍보 패널

《푈키셔 베오바흐터》(독일어: Völkischer Beobachter)는 1920년부터 발행된 민족사회주의 독일 노동자당(독일어: Nazional Sozialistische Deutsche Arbeiter Partei, NSDAP)의 기관지이다. 신문 이름은 독일어로 "민족 관찰자"라는 뜻이다. 원래는 나치당과 상관없는 뮌헨의 작은 신문이었으나, 아돌프 히틀러가 인수하여 당 기관지로 성격을 바꾸었다. 처음에는 주간지였으며, 1923년 2월 8일부터 일간지가 되었다. 1945년까지 25년 동안 나치당의 공식 대변자였다.
"대독일 민족사회주의 운동 투쟁신문"(독일어: "Kampfblatt der nationalsozialistischen Bewegung Großdeutschlands")은 원래 1887년 뮌헨에서 창간된 주간지 Munchner Beobachter를 기원으로 한다. 1918년 툴레 협회가 이 신문을 사들였는데, 1919년 7월에 제호를 Volkischer Beobachter로 바꾸었다. NSDAP는 이 신문을 1920년 11월에 디트리히 에카르트의 주도로 구입했고, 에카르트는 편집장에 취임했다.
발행부수는 약 8,000부 정도였으나, 프랑스 및 벨기에가 1차 대전 배상 문제로 루르를 점령한 1923년 가을에는 25,000부까지 증가했다. 이 해에 알프레트 로젠베르크가 편집장이 되었다. 1923년 11월 9일 뮌헨 폭동 이후에 NSDAP가 금지됨과 동시에, 신문도 발행이 중지되었고, 1925년 2월 26일 당이 재건되자 다시 발행을 계속하게 되었다. 나치 운동의 성공과 더불어 발행부수도 올라갔는데 1931년에 120,000부에 달했고, 1944년에는 1,700,000부에 이르렀다.
1945년 4월, 독일이 제2차 세계 대전에서 항복하기 며칠 전에 발행이 중단되었다.

## 같이 보기
- 〈다스 슈바르츠 코프스〉 : SS 기관지.
- 〈데어 앙그리프〉: 요제프 괴벨스가 발행한 신문.

## 더 읽어보기
푈키셔 베오바흐터(Völkischer Beobachter) 신문은 Mikropress에서 마이크로필름을 구할 수 있다.